# Миљацка
Миљацка је река у централној Босни и Херцеговини, која извире у општини Пале, Република Српска.

## Ток реке
Паљанска Миљацка (12,9 км) извире у Палама (Беговина, надморска висина 1010 м). Мокрањска Миљацка (20,5 km) извире у Кадином Селу (надморска висина 1135 м). Неколико км источно од Сарајева у селу Булози, ове двије притоке се спајају у Миљацку.
Недалеко од овог места налази се први и најстарији мост на Миљацки, Козја ћуприја. Даље Миљацка тече (21,2 km) на запад, у Сарајево, одакле наставља свој пут према реци Босни у коју се улива (Бутиле, надморска висина 490 м).

## Мостови
На Миљацки се налази више десетина мостова. Један од мостова је и Ајфелов мост у сарајевском насељу Скендерија. Његов архитекта је Гистав Ајфел, исти човек који је направио и Ајфелов торањ у Паризу.
Најпознатији је Принципов мост са ког је 28. јуна. 1914 Гаврило Принцип убио аустроугарског престолонаследника Франца Фердинанда и његову жену Софију. Атентат је био повод за избијање Првог светског рата. Принциповом мосту је 1995. године враћен стари назив Латинска ћуприја, који је имао од 1798. до 1918, а покренута је и иницијатива да се обнови споменик Францу Фердинанду који су на том мјесту подигле аустроугарске окупационе власти у спомен престолонасљедника Аустроугарске. Непосредно поред Принциповог моста се налази и спомен плоча Гаврилу Принципу, као и музеј „Стара српска трговачка кућа“, која је припадала српској трговачкој породици Деспић. У Деспића кући, како се још назива, која се налази на самој обали Миљацке, породица Деспић је основала прво позориште у Сарајеву. Одмах поред Деспића куће се налазе и просторије српског просвјетног друштва Просвјета. Мало више од стотину метара узводно од Принциповог моста, се налази и мост Богдана Жерајића, који је своје име добио по Богдану Жерајићу који је покушао 1910. године да убије аустроугарског генерала, након чега је на мосту извршио самоубиство.